# Gusti Huber
Gusti Huber, född 27 juli 1914 i Wien, Österrike-Ungern, död 12 juli 1993 i Mount Kisco, New York, USA, var en österrikisk skådespelare.
Gusti Huber genomgick Staatliche Akademie für Musik und Kunst i Wien varefter hon under några år från 1931 var engagerad vid stadsteatern i Zürich. Hon kom sedan till Wiener Volkstheater och därifrån till Burgtheater i Wien.
Under 1930-talet medverkade hon i österrikiska komedifilmer, flera i regi av E.W. Emo. Hon kom att gifta sig med en amerikansk officer och flyttade sedan till USA där hon fick roller i olika TV-serier. Hon medverkade också på 1950-talet i två långlivade Broadwayuppsättningar, Dial M for Muder (1952–1954) och The Diary of Anne Frank (1955–1957).

## Filmografi, urval
- 1936 – Kärleksrus
- 1936 – När blodet sjuder
- 1936 – Vad gör man ej för kärlek
- 1937 – Fruns hemliga timmar
- 1938 – Flickan från i natt
- 1959 – Anne Franks dagbok